# 澳洲鲣鸟
澳洲鰹鳥（毛利語：或），又稱澳紐鰹鳥，是鰹鳥目鰹鳥科的一種大型海鳥。 成鳥大部分為白色羽毛，沿著翅膀後端的飛羽及中央尾羽為黑色。亞成鳥的頭部是白色羽毛帶棕色斑點、而身體則相反，為棕色羽毛夾雜白色斑點；出生不久的雛鳥則覆滿白色絨毛。
澳洲鰹鳥主要棲息於海洋及海島環境中，其中部分個體有來往於澳洲及紐西蘭之間的遷徙行為。鰹鳥於澳洲東南部和紐西蘭離岸島嶼的懸崖、海岸上築巢繁殖，如維多利亞州、塔斯馬尼亞以及北島等地。為肉食性，以潛水獵魚為生，主食為遠東擬沙丁魚，但其他小型魚類或者頭足類也可以作為選項。一般預期壽命約為20年，四至七歲時會開始繁殖。繁殖季時具有領域性，並有求偶等社交行為，行一夫一妻制。配對後，每次產一顆蛋，並築土丘狀的巢，由雌鳥孵蛋並由雙親照顧至離巢。
牠們的族群正在持續增長，且面臨的生存威脅——如商業捕魚、捕食者等——並不多，因此被國際自然保護聯盟評為無危。

## 物種命名
其最早的相關紀錄在1769年12月24日，當時約瑟夫·班克斯、丹尼爾·索蘭德與作為素描家的西德尼·帕金森伴隨詹姆士·庫克船長第一次出航至太平洋地區，班克斯於三王群島射殺了數隻澳洲鰹鳥，作成鵝肉派供其屬下水手作為隔日的聖誕節餐點。帕金森隨後留下了關於此種鳥類的畫像，並在下方註記了Pelecanus sectator此一名稱。索蘭德同樣也文字正式紀錄了這種鳥，並發現與已知的北方鰹鳥有所不同的特徵，而命名Pelecanus chrysocephalus，隨後也改為Pelecanus sectator。
1841年，約翰·古爾德將在塔斯馬尼亞的德文特河和阿克泰翁島所發現的同一種鳥類的標本取名為Sula australis，但當時詹姆斯·斯提芬斯早已使用該名稱命名紅腳鰹鳥。英國動物學家喬治·羅伯特·格雷參考了古爾德的相關描述，於1843年正式發表了該物種。格雷最初使用古爾德所命名的S. australis，但在兩年後發現該命名無效後，便根據帕金森跟班克斯先前的報告改用了S. sectator，卻意外拼錯成為S. serrator並沿用了此一名稱。古爾德當時雖堅持使用S. australis作為名稱，但最後同時期的作家們仍更常使用S. serrator，遂成為正式的名稱。
Morus源自古希臘語（希臘文拉丁轉寫：Moros），意為愚蠢、愚笨，衍伸自繁殖期的鰹鳥科成員缺乏戒心而容易被殺死之故。種小名serrator可被翻譯為“sawyer”，源自拉丁文serra，鋸子之意，與其鋸齒狀的喙部有關。
世界鳥類學家聯合會指定「澳洲鰹鳥（Australasian gannet）」為該物種的正式通用名稱，太平洋鰹鳥（Pacific gannet）也是其通稱。在澳洲有澳大利亞塘鵝、潛水者（來自鰹鳥衝入水中的動作）、鰹鳥或索蘭鵝（solan goose）等稱呼。
鰹鳥科約於3000萬年前分化，早期演化的物種較接近鰹鳥的大小。目前認為現存最古老的鰹鳥是做為阿波特鰹鳥屬唯一種的粉嘴鰹鳥。約1600萬年前，大鰹鳥屬開始分化出來並將原本在北半球的棲地漸移至南半球，成為了現今的分布情形。當前的大鰹鳥祖先大約在250萬年前出現，分裂為北方和南方兩支系。南方支系更進一步於約50萬年前分裂成了位於好望角的南非鰹鳥和澳洲鰹鳥。這幾種鰹鳥曾經被歸於北方鰹鳥的亞種，但現今認為是形成複合種的不同物種。澳洲鰹鳥獨立後曾被認為有兩個亞種，分別是位於紐西蘭的S. serrator serrator以及在塔斯馬尼亞島上的S. serrator dyotti，但現已取消該分類。

## 形態描述
成鳥平均體重約2300公克，體長84—91公分，翼長170—200公分之間，嘴峰長約88.3公分，喙寬度約22.4—2.51公分之間、厚度約9.15公分，跗蹠長約54.1公分，尾長約19.5—20.5公分之間。雌雄個體之間差異並不大，但雌鳥的體重比雄鳥稍重，翼展及喙長也稍大。

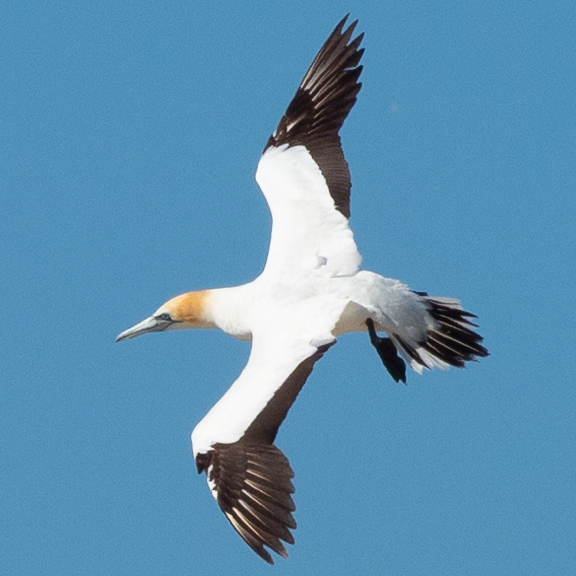
一隻飛行中的澳洲鰹鳥

澳洲鰹鳥有著典型的鰹鳥科特徵：具有黑白色羽毛的大型海鳥，尖喙以及尖尾巴。成鳥主要為白色的羽毛，黑色的飛羽列於翅膀後，中央尾羽也為黑色，並具有明顯的深淺分界，部分個體的黑色尾羽範圍可能會更大。後頸有一淡黃色斑塊，繁殖季時顏色會更明顯。眼周有一圈藍色的眼環，灰色虹膜。鳥喙為珍珠灰色，邊緣帶有深灰色或黑色，上喙沿著交界有一條黑色凹槽。腿及腳呈灰棕色，腳背和腳趾上則有鮮明的黃色或綠色條紋，腳趾間則有類似腳部顏色的薄膜連接。亞成體頭部有白色帶棕色斑點的羽毛，而冠羽、肩、背、臀部為偏淺褐色至灰褐色羽毛，帶有白點，下巴至腹部則有接近成鳥的白色羽毛，帶有部分棕色的邊緣，約2—5年後會換羽為成鳥的白色羽毛。

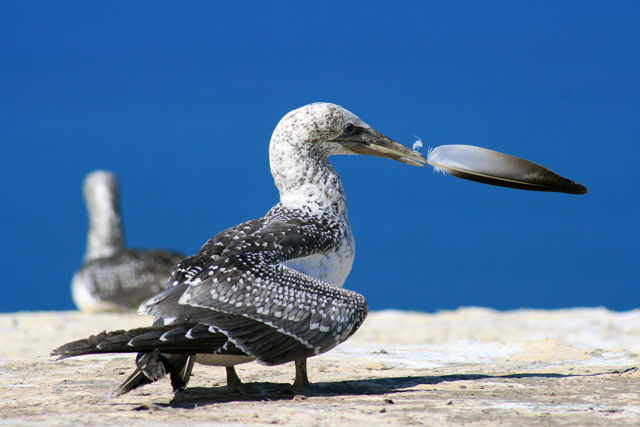
亞成體澳洲鰹鳥叼著其棕褐色邊緣的羽毛

澳洲鰹鳥之大小外觀與北方鰹鳥以及南非鰹鳥類似而易於混淆，但通常能用尾羽的黑色羽毛分布狀況區分：北方鰹鳥尾羽通常全白，而南非鰹鳥通常全黑或大部份為黑色，但並非澳洲鰹鳥那種對稱的黑白羽毛——通常澳洲鰹鳥只有四片中央尾羽會是黑色的，且南非鰹鳥的喉部條紋也長於澳洲鰹鳥至少3倍。行為跟叫聲也有所不同，亞成鳥也只有澳洲鰹鳥會有斑駁的棕褐色。

### 叫聲
相較於其安靜的海上飛行，當澳洲鰹鳥進入繁殖季時，牠們在白天及部分夜晚時段時會在棲地中大聲喧嘩。叫聲具有個體差異，通常雌性會比雄性來的低一些，會在快到達棲地時或是做為威脅時發出類似「啊啦啦、啊啦啦（arrah-arrah）」的聲音。

## 分布
澳洲鰹鳥是部分遷徙的鳥類，棲息在開放的海洋及海島環境中，主要分佈於在澳洲東南部海岸、塔斯馬尼亞島、紐西蘭及其它鄰近的一些小島上。在海上，牠們通常不會飛離遠於大陸架水域，在暴風雨時可能會進入海灣、港口和河口躲避。在五至六月時，紐西蘭的年輕鰹鳥們會朝北和西方移動，主要是向北飛行到北島，部分鰹鳥也會選擇通過庫克海峽，並飛到昆士蘭東南部和西澳的羅特尼斯島停留。部分鰹鳥會到南印度洋的馬里昂島和克羅澤島，甚至有曾經飛抵南非與南非鰹鳥交配的紀錄。但相較於在澳洲的水域停留三到四年後才回到紐西蘭的個體，也有些會直接留在紐西蘭的水域生活。

### 繁殖地

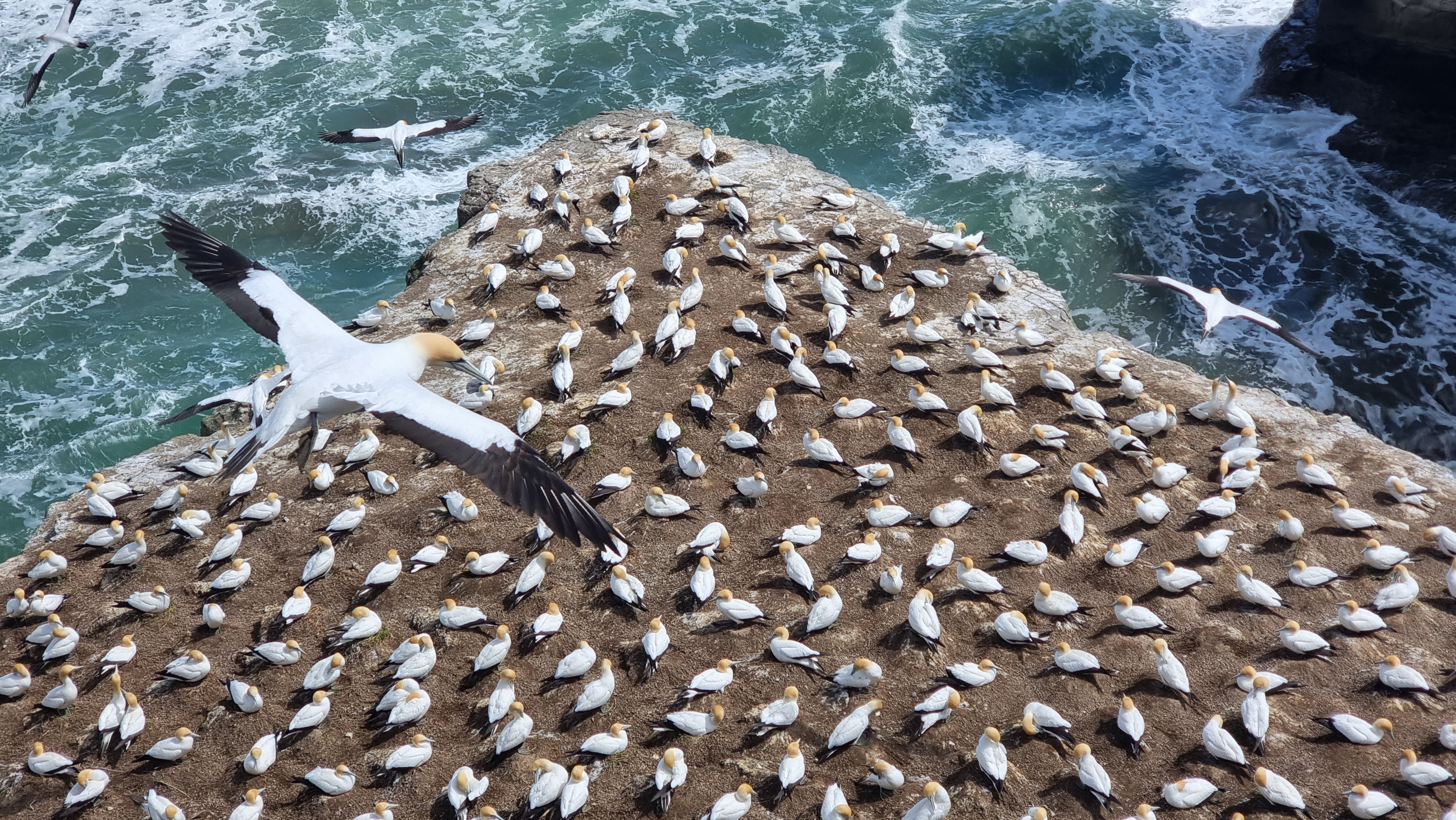
位於紐西蘭穆里懷海灘的繁殖地

澳洲鰹鳥的繁殖地大部分分布於離岸島嶼上但澳洲和紐西蘭等相對大的陸塊也有幾個繁殖點，這可能是受限於繁殖點空間有限而外溢到陸地上的結果，但都會受到海水溫度高低所帶來魚類多寡影響。自1950年的調查以來，澳洲和紐西蘭繁殖點的數量互有消長：在1980—2000年期間，在澳洲的繁殖對數從約6600對增加到20000對。紐西蘭在1981年展開的全面調查顯示約有46600對，到了2006年，估計已增加到約55000對。
在維多利亞州，鰹鳥有鄰近波特蘭的勞倫斯岩、位於墨爾本附近的教皇之眼跟楔型沙洲燈塔（Wedge Light）附近的繁殖點。勞倫斯岩的繁殖點對數於1873年的200對增加至1996-1997年的約3100對，到了此時島上已無再增長的空間。1995年，鰹鳥在附近的陸地危險角停留，並在人類築起一道防狐狸柵欄後，於隔年開始在此繁殖。危險角作為澳洲大陸上唯一的繁殖地點，繁殖對數正穩定增長，於1999-2000年達到660對。菲利普港灣中的人造結構在1966年開始有繁殖的紀錄，楔型沙洲上當時有三對。到了1999—2000年，已有507對於此地繁殖。
在塔斯馬尼亞州，鰹鳥有數個繁殖地，包含南岸的埃迪斯通、白岩，在佛林德斯島南邊的貓島和西北岸的黑錐岩。黑錐岩的繁殖對數從1961年的500對增加到1998年的12300對，埃迪斯通在1947年的20對增加到1998年的189對，而白岩在1939年的1000對增加到1995年的3300對，但這些地點已經幾乎沒有擴張空間。相對地，在貓島由於掠食動物捕食，繁殖對數從1908年估計5000—10000對下降至2000年後幾乎寥寥可數的數量。
在紐西蘭，幾乎所有的繁殖地都在北島上或該島周圍，例如卡維亞島在詹姆士·庫克船長於1770年1月發現該島時，因島上有鰹鳥棲息而命名為“鰹鳥島”（Gannet Island），在1981年的調查顯示該島有8003對鰹鳥。位於雷恩加角西北55公里處的三王群島，為紐西蘭最大的離岸鰹鳥繁殖地，1981年有9855對鰹鳥分布其下五個較小的繁殖地，2014—2015年的空中調查發現該繁殖地的數量減少至6402對。位於豐盛灣外48公里處的懷特島，也由五個較小的繁殖地組成，1980—1981年有6662對，2014—2015年減少至5306對。位於豪克斯灣的拐子角繁殖地最早於1850年左右有鰹鳥定居的紀錄，1885年報告有100對，1981年的調查顯示有5186對。位於奧克蘭附近的穆里懷海灘，包含奧卡塔米羅角（Okatamiro Point）的本土繁殖地於2016年估計有1385對，以及附近的莫圖塔拉（Motutara / Pillar Rock）有187對。2007年，鰹鳥在島灣九針石（Tikitiki Rock / Nine Pin Rock）建立了一個繁殖地，到2017年左右已經有約70對鰹鳥。在2008年，牠們也開始在楊尼克角建立了一個小型繁殖地。
在繁殖地相對較少的南島，鰹鳥於1983年開始在道別角的盡頭繁殖，該地區稱為貝殼岸（Shellbanks），是一個由貝殼、漂木組成，夾雜著數種低矮的植被：如歐洲海濱草、海濱芥、苦茄和苦菜等，約2公尺寬的區域。該地點提供了適當的條件讓鰹鳥繁殖：強風使其大多能夠近乎垂直的起飛，同時鄰近商業捕魚量的下降——含金灣和塔斯曼灣等地——也導致食物供應的增加，漲潮會分離該棲地以及本島，但暴風雨的影響會是一個推力因素。數量每年增長約11％，2011年估計有3900對鰹鳥。在福沃海峽的小索蘭德島上，有紐西蘭最南端的鰹鳥繁殖地，1948—1986年間記錄了大約20對鰹鳥的到來，有一次較為特殊的紀錄是在1984年記錄了62對鳥，但原因不明。

## 習性
澳洲鰹鳥在海上通常是獨來獨往的，但一旦發現可以狩獵到可作為食物的魚，其他的鰹鳥就會加入行列並形成一個鳥群。在陸地，牠們是群居的。非繁殖期的鰹鳥通常會聚集在群居地的外圍形成一些小群。少量鰹鳥可能會在繁殖季結束後留在群居地周圍，作為棲息地。

### 繁殖
澳洲鰹鳥通常為一夫一妻制，且持續時間較長，有些對偶可能會一起繁殖好幾季，直到其中一隻死亡，但有被觀察到會結束雙方關係的情形。在繁殖時期，鰹鳥會有更為明顯的領域性，會以激烈的敵對行為來標示自己的領域，以防止鄰居和其他闖入者的入侵，且通常雄性會比雌性有更多的領域行為。在宣示領域或想威脅入侵者時，鰹鳥會將翅膀張開，喙朝空中，甩動頭部，並輔以大聲叫喊的行為。此動作會重複數次，並讓鄰近的其他鰹鳥也會容易也做出同樣的動作。而攻擊的行為分為數種：一種是閉上嘴對著其他鳥衝刺；一種是開嘴咬住對方；最後一種則是雙方繼續進行長時間的交嘴搏鬥。這些打鬥行為的比例取決於是否為繁殖季，且最嚴重者可能致命。當降落在鳥群中或者是想降低其他鰹鳥的攻擊行為時，會以低頭和收起喙的方式示意給其他同伴。
成功配對的鰹鳥會在雄鳥回到巢時以喙做出類似劍擊的求偶行為。兩隻鳥胸貼胸，展開翅膀，喙向上伸出，快速地互相交叉敲擊對方的喙，同時大聲發出叫聲，這種類似擊劍的動作有時會穿插著鞠躬的動作，且通常在交流之後互相梳理羽毛。成對的鳥還會進行指向天空（Sky-pointing）的行為，一隻鳥緩慢地步行，頸部和嘴巴垂直，翅膀部分舉起。在相互梳理羽毛之後有時就會交配：此時母鳥會坐回巢內猛力搖頭，雄鳥咬住她的頸部，爬上背部，揮動翅膀，然後和母鳥交配。交配後，雄鳥從伴侶身上滑下，並互相理毛。這些事件的頻率會隨著產卵日的逼近到甚至到當天都有可能發生，發生機率也會隨之增高。
繁殖季通常是七月到二月之間，不同地點之間會有不小差異。在莫圖卡瓦奧島島上，鰹鳥在六月中旬回島，7月20日至8月7日之間下蛋。幼鳥從10月10日到11月2日孵化，從12月底開始長出完整翅膀。在拐子角，鰹鳥會在七月底返回該地，在九月初到十月底之間下蛋。幼鳥在二月初開始長出可飛行的翅膀。在教皇之眼，鰹鳥在8月初至12月之間下蛋，其中位數和平均值是在9月。年輕鰹鳥通常比相對老的晚一些下蛋。繁殖日的變化比北方鰹鳥更大，可能是由於季節天氣變化相對不劇烈，造成繁殖季節有過大限制所致。
澳洲鰹鳥偏好的建巢地點有介於海拔15—90公尺之間的離岸島嶼石堆、平坦地面、緩坡或者階梯狀的地形上。一般為裸露的岩石或長有低矮灌木的地面，如臭葉木、松叶菊、須尾草或其他草本植物等。其巢穴形狀是杯狀土丘，土丘高約10—20公分、中間的孔洞深約30公分，由海藻、植物、泥土和海洋碎屑組成。通常是雄鳥收集材料並交給雌鳥，然後由雌鳥建造巢穴。鰹鳥每次只產下一顆蛋，重量可在84—125公克之間，平均為99.8公克。

### 成長
卵呈淺藍色、長橢圓形，長為65—89公分，寬為35—53公分。蛋表面在乾燥時會褪色成白色，並有會粉末般的表面觸感。通常每個季節只會孵化一次，但如果蛋丟失或不足八天的幼鳥死亡，父母常常會重新孵一顆蛋。孵化期需要37—50天，主要由雌鳥負責，用其蹼足保暖。

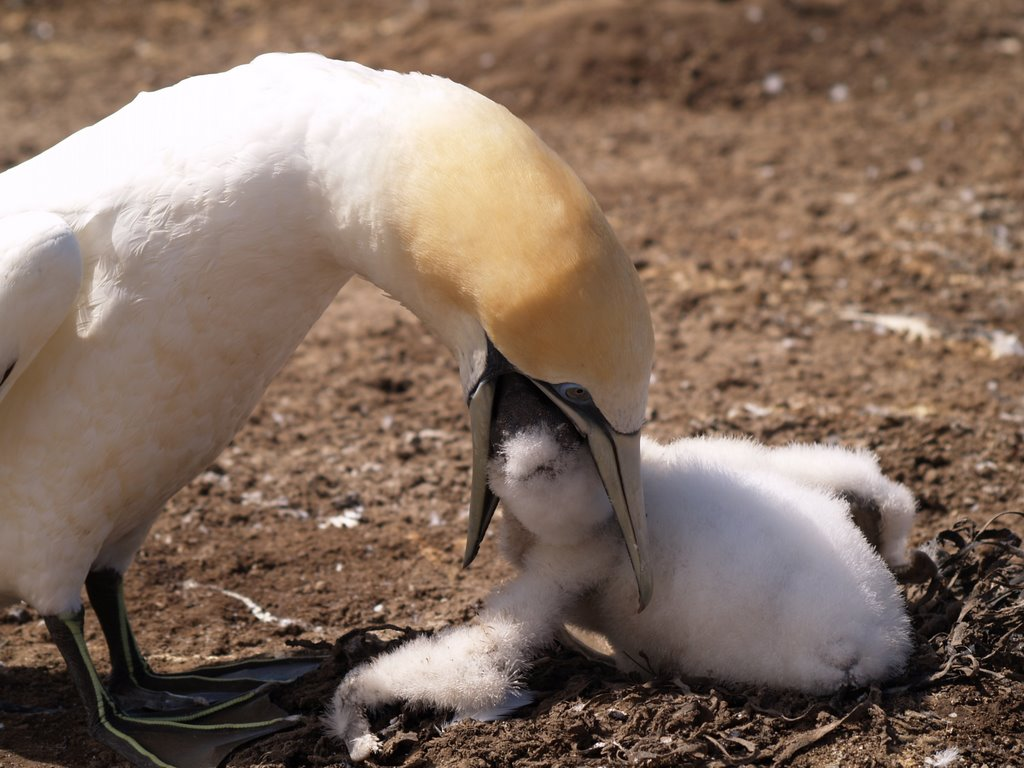
澳洲鰹鳥正在餵養雛鳥

新孵化的雛鳥只有稀疏的新羽，皮膚為黑色，出生後2—3天眼睛才睜開。白色的絨毛會在約2周大時長出，並在4周大左右時長齊。第43—47天大時會開始長出飛羽，到了9週大時，大約有一半會換成羽毛，並在13周大時完全褪去絨毛。年幼的雛鳥由父母鳥餵食半消化的魚肉，雙親會張開嘴巴以不完全的反芻讓幼鳥取食。
雛鳥約在孵化後第95—109天羽翼豐滿，牠們會走到附近的懸崖頂上，在那裡停留6小時—3天不等，然後開始飛行。牠們出生時平均重73.2公克，到了第50天時體重已經達到2350公克，第90天時已經達到3132公克，甚至可超過成年鳥的體重。澳洲鰹鳥的雛鳥在離巢時就已經飛羽已經發育完全且能飛行，與北方鰹鳥不同。
年輕的成鳥會在三歲時回到鳥群中，四至七歲開始繁殖，一般預期壽命約為20年。目前有紀錄最長壽的鰹鳥是在澳洲昆士蘭州天閣露瑪的摩頓灣被發現的，原標記地在拐子角，死亡時已距離標記時間30年又8.2個月，兩地距離約為2587公里。而移動距離最遠的紀錄是約8128公里，在模里西斯東南邊海灘上被發現的已死鰹鳥，原標記地位於勞倫斯岩。

### 食性
澳洲鰹鳥為肉食性，主要食物來源是小型魚等水生動物，有時也會參雜頭足類。牠們有著驚人的潛水能力，可從20公尺高的地方衝進海中深潛，也可在1—3公尺深的淺水區捕食。可以在惡劣天氣中在淺水區捕食，但一般不太會在強風的狀況下如此。根據觀察，在道別角的鰹鳥主要在水深不到50公尺的沿岸捕食魚類，而在拐子角的鰹鳥則偏好在深度超過50公尺的深海中捕食魚類。這些鰹鳥有時也是機會主義者，會跟隨漁船和拖網漁船，撿拾被棄置的魚類食用。由於其體型較大而不能持續在空中盤旋，但牠們可以短暫停下以觀察海面上的魚況。
由於遠東擬沙丁魚提供了高熱量，是澳洲鰹鳥的理想食物來源。但是沙丁魚的數量會受環境影響並不穩定，如魚群在1995年因疱疹病毒侵襲而大量死亡之後，澳洲鰹鳥1996年在道別角改為食用澳洲鯷魚，以及在1998年在菲利普港的杖蛇鯖來因應。但食用澳洲鯷魚的問題是熱量較少，鰹鳥常常需要食用更多的鯷魚以維持同等攝入的熱量。這種需要花費更多力氣捕魚的狀況可能會進而影響了繁殖率。1995年，巡邏員在奧克蘭西部和北部的海灘上發現了648隻死去的鰹鳥，1995年的沙丁魚死亡事件和7、8月的異常強烈的西風和西南風被認為是可能的因素，但確切原因仍不明。
其他紀錄有食用紀錄的魚類包括鱒澳鱸、福氏厚唇鯔、小眼澳鱸、諧魚、青背竹筴魚、紐西蘭竹筴魚、婢䱵、藍背黍鯡以及鬚唇飛魚屬、文鰩魚屬的飛魚。頭足類的雙柔魚屬也是鰹鳥的食物。

## 天敵與威脅
有記錄指出巨鸌會將成年澳洲鰹鳥沉在水下將其淹死以當作食物。黑背鷗和太平洋鷗也可能會干擾親鳥迫使牠們放棄其蛋和雛鳥，使之成為前兩者的食物。
澳洲鰹鳥也會受到部分外來寄生蟲困擾，包含從被作為博物館鰹鳥標本後從中蒐集到的Morinyssus simplex、Pectinopygus bassani和硬蜱屬下的Ixodes eudyptidis、Ixodes uriae和軟蜱科下的Carios capensis。

## 保護狀況
國際自然保護聯盟目前將澳洲鰹鳥列為無危物種，因為牠們的族群很大且可能正持續增長中。雖然商業捕魚以及捕鳥用作魚餌的行為可能對其數量產生影響，且鳥蛋容易受到油汙染影響而無法孵化，但相對於其他海鳥而言，影響可能較低。每個繁殖季節的雛鳥生存率會因食物供應和天氣等因素而有很大的變化。現今比往常更加頻繁的聖嬰-南方振盪現象導致巴斯海峽的水溫升高，從而產生更多的魚類聚集並使鰹鳥的族群隨之增加。自1980年以來，整體族群的年增率約為6%。
2008年9月，環境保護團體在吉斯伯恩附近的楊尼克角以放置假鳥巢和播放預錄鳥叫聲的方式，吸引了澳洲鰹鳥建立了一塊棲息地。從2010—2011年的繁殖季起，開始得到了成功的繁殖紀錄。類似的努力也發生在瑪納島，環境保護團體在該島西岸架設了80隻水泥製的澳洲鰹鳥，並撥放其叫聲，使一隻孤獨的後來被命名為“單身鳥奈吉爾”的鰹鳥於2013年到達該地生活了數年，直到2018年被發現死亡；在2017年末，另外三隻鰹鳥抵達了該地生活。2010年，在紐西蘭莫托拉島的保護區，也利用了類似手段建立了鰹鳥的繁殖地，並留下成功繁殖的紀錄。

## 與人類的關係
毛利人會在三月份時至卡維亞島捕捉澳洲鰹鳥的幼鳥做為食物。成年鰹鳥的白色羽毛會被用來裝飾獨木舟，或者由部落內的較高階級的成員佩戴。而骨頭會被製成工具，用以製作臉上的刺青。
部分鰹鳥棲息地已成為旅遊景點，例如拐子角、紐西蘭的穆里懷海灘，和澳洲波特蘭的危險角各自有數百至數千對鰹鳥在該地繁殖。而1958年和2009年發行的紐西蘭郵票上也有拐子角鰹鳥的圖樣。

### 引用內容
- Henderson, Carrol. . Minneapolis, Minnesota: Voyageur Press. 2008. ISBN 978-1-61673-139-7. （英文）
- Marchant, S.; Higgins, P.G. (编).  (PDF). . Melbourne, Victoria: Oxford University Press. 1990: 752–62  [2023-05-02]. ISBN 978-0-19-553068-1. （原始内容存档 (PDF)于2020-02-11）.
- Nelson, J. Bryan. . London: A&C Black. 2010 [1978]. ISBN 978-1-4081-3857-1.

## 外部連結
- 维基共享资源上的相關多媒體資源：澳洲鰹鳥
- 維基物種上的相關：澳洲鰹鳥
- （英文） 奧杜邦學會的介紹 （页面存档备份，存于）